# Rio Yalong

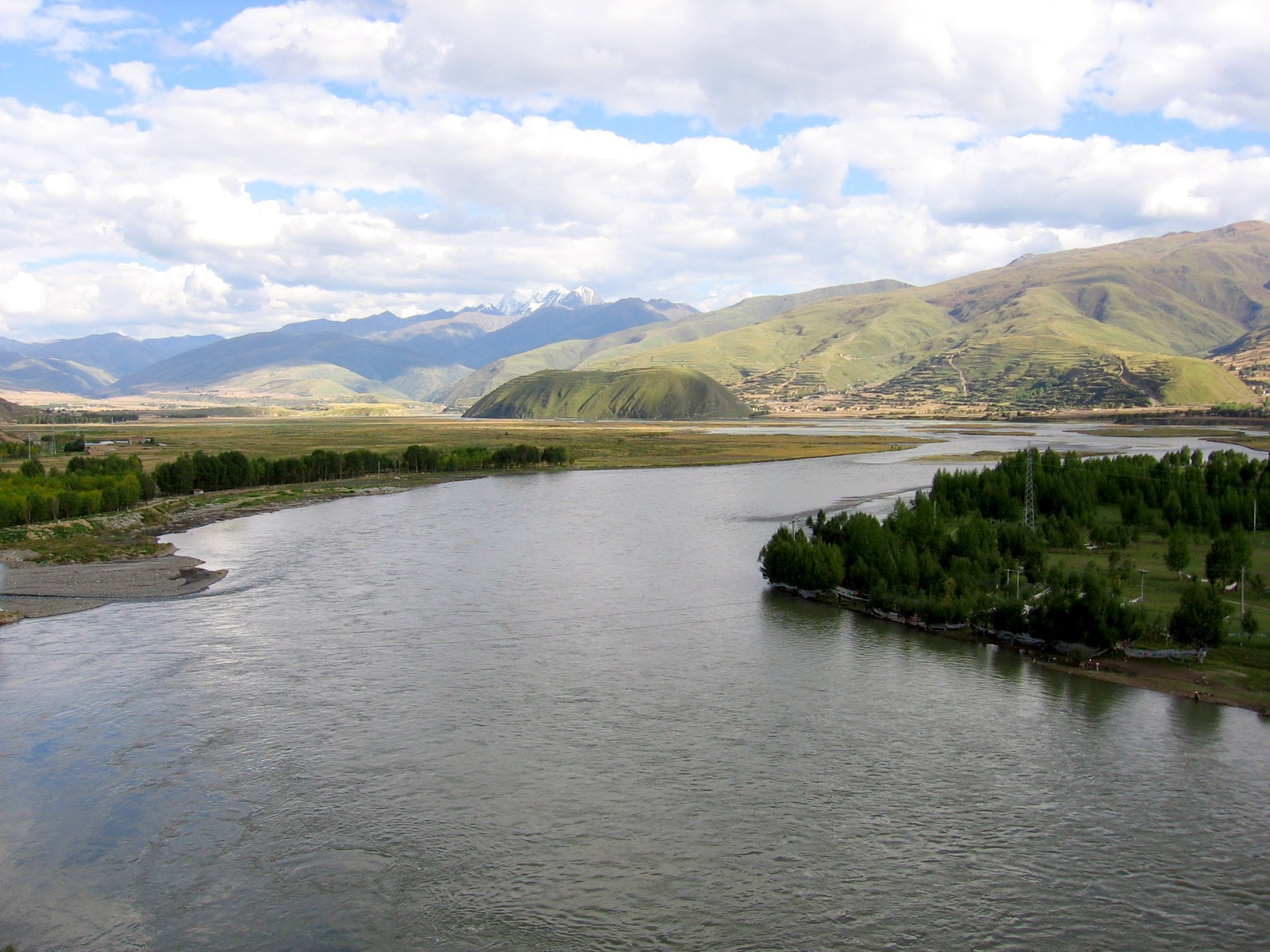
Rio Yalong

O rio Yalong, ou Ya-lung (chinês: 雅砻江, pinyin: Yǎ lóng jiāng, em escrita tibetana: ཉག་ཆུ་, transliteração Wylie :nyag chu) é um dos grandes rios da China, com 1.323 km de comprimento. Corre na província de Sichuan no sul da China. É afluente do rio Azul. Nasce no Planalto do Tibete no sudeste de Qinghai.